# Good Lovin’
Good Lovin' – singiel szwedzkiego piosenkarza Benjamina Ingrosso, wydany cyfrowo 25 lutego 2017. Piosenkę napisali MAG, Louis Schoorl, Matt Parad i Ingrosso.
Do piosenki został nakręcony teledysk, którego premiera odbyła się 1 marca 2017 w serwisie YouTube.
Kompozycja brała udział w Melodifestivalen 2017, w którym zajęła 5. miejsce w klasyfikacji generalnej.
Singiel dotarł do dziesiątego miejsca szwedzkiej listy przebojów i pokrył się platyną.

## Notowania na listach przebojów
| Kraj    | Lista (2017)    | Najwyższa pozycja |
| ------- | --------------- | ----------------- |
| Szwecja | Top 100 Singles | 10                |